# Luis Fariña
Luis Carlos Fariña (Buenos Aires, 12 marzo 1991) è un calciatore argentino, centrocampista svincolato.

## Carriera

### Club
Dopo aver segnato 4 gol in 51 presenze in campionato con il Racing Club, nel luglio 2013 si trasferisce al Benfica, che lo gira subito in prestito per un anno alla squadra degli Emirati Arabi Uniti del Baniyas.

## Palmarès

### Club

#### Competizioni nazionali
- Coppa del Portogallo: 1

Desp. Aves: 2017-2018